# Beaumont-sur-Sarthe
Beaumont-sur-Sarthe là một xã thuộc tỉnh Sarthe trong vùng Pays-de-la-Loire tây bắc nước Pháp. Xã này có diện tích 6,64 km2, dân số năm 2006 là 2191 người.
Beaumont nằm ở giữa Alençon (24 km) và Le Mans (25 km). Fresnay-sur-Sarthe cách 12 km (7,5 mi), Ballon 13 km (8,1 mi), Sillé-le-Guillaume 21 km (13 mi) và Mamers 25 km (16 mi). 

## Kết nghĩa
Beaumont-sur-Sarthe kết nghĩa với Burgh le Marsh ở Lincolnshire Anh.